# Enric VII d'Anglaterra

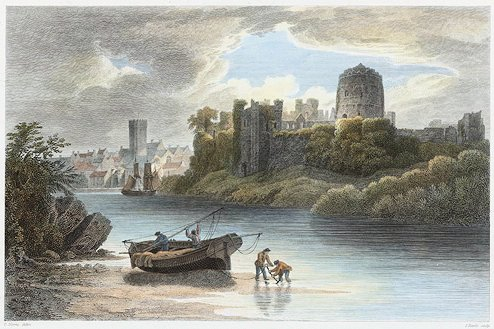
Castell de Pembroke, lloc de naixença d'Enric VII

Enric Tudor (Enric VII), comte de Richmond, va néixer el 28 de gener de 1457 a Gal·les, fill d'Edmund Tudor i de Margaret Beaufort. Enric era, per part de mare, descendent de reis d'Anglaterra, però una llei decretada per Enric IV impedia l'ascens de cap Beaufort al tron anglès. Durant la convulsa situació de l'Anglaterra de Ricard III, aquesta ascendència era suficient per lluitar pel tron anglès, donada la impopularitat de Ricard.
A causa de la persecució de la Casa de York, la família d'Enric abandonà Gal·les per Bretanya, on foren acollits pel Duc de Bretanya, Francesc II. Allà va créixer i s'educà Enric com un dels candidats de la Casa de Lancaster al tron ocupat per la Casa de York. El 1483 abandonà Bretanya per unir-se a la rebel·lió del seu cosí, el Duc de Buckingham contra Ricard III. La victòria d'aquest forçà el retorn d'Enric, comte de Richmond, a Bretanya. El 1485, amb l'ajut financer del Duc i un cert suport gal·lès, Enric desembarcà de nou a Gal·les. La batalla de Bosworth, suposà la victòria de Richmond i la consegüent mort del Rei Ricard III, el 22 d'agost de 1485. Després d'aquesta batalla Enric fou coronat rei d'Anglaterra amb el nom d'Enric VII i s'acabà, així, la Guerra de les Dues Roses.
Una vegada al tron, Enric s'esforçà a enfortir la seva posició tant econòmicament com dinàsticament. Com que no podia recórrer al Parlament anglès, ja que era un rei nou i impopular, recaptà més impostos als nobles i s'apropià de les terres dels nobles que havien mort durant la Guerra de les Dues Roses, o havien estat al bàndol de Ricard. Essent de la Casa de Lancaster es casà, el 1486, amb Elisabet de York, filla d'Eduard IV i Elisabet Woodville. Aquest matrimoni va suposar la unió de les cases de Lancaster i de York, i es creà el que es coneixerà, a partir d'aleshores, com la dinastia Tudor.
Enric VII morí en el palau de Richmond el 1509 després de la mort del seu fill hereu, Artur de Gal·les, i de la seva esposa Elisabeth de York per complicacions durant el part de la seva filla Catherine. El seu fill Enric VIII el succeí.